# Stichting Vissenbelangen
Stichting Vissenbelangen is een Nederlandse stichting die zich richt op het recht van vissen om hun eigen leven te leven in de vrije natuur, in een gezond ecosysteem, zonder dat van hen een wederdienst wordt verwacht. De stichting streeft naar vergroting van kennis over het onderwaterleven zodat meer mensen, organisaties en overheidsinstanties rekening gaan houden met de belangen van vissen en hun leefomgeving.

## Doelstelling
Het doel van Stichting Vissenbelangen is om burgers, organisaties en overheidsinstanties bewust te maken van het belang om vissen en hun leefomgeving te beschermen. Stichting Vissenbelangen wil bereiken dat bij het maken van keuzes er rekening gehouden wordt met de belangen van vissen en hun leefomgeving. Betere keuzes voor vissen leiden tot een hogere biodiversiteit en een gezondere leefomgeving voor mens, dier en natuur. Om dit doel te bereiken, wordt kennis en beeldmateriaal van het onderwaterleven gedeeld, lezingen en trainingen gegeven over vissen en hun leefomgeving en wordt organisaties gevraagd om rekening te houden met de belangen van vissen en hun leefomgeving.

## Geschiedenis
In 2018 besloot het veganistische echtpaar Fleuren dat ze meer in actie wilden komen voor vissen. Er werd gesproken met diverse organisaties en presentaties werden gehouden over de visserij en viskwekerijen. Door reisbeperkingen in 2019 werd ook gericht op vissen in zoetwater. Foto’s en filmpjes van het Nederlandse onderwaterleven werd op sociale media gedeeld. Eind 2021 werd een donatie ontvangen waardoor geprofessionaliseerd kon worden: in 2022 werd stichting Vissenbelangen opgericht.
In 2023 stond Vissenbelangen op de 79e plaats van de Duurzame 100-lijst, een lijst van duurzame burgerinitiatieven die jaarlijks door de Trouw wordt opgesteld.

## Varia
- Stichting Vissenbelangen heeft van de Belastingdienst de ANBI-status toegekend gekregen. Dat betekent onder andere dat ten minste 90% van de inkomsten aan doelstellingen worden besteed.[10]